# Aprostocetus rotundiventris
Aprostocetus rotundiventris är en stekelart som först beskrevs av Girault 1915.  Aprostocetus rotundiventris ingår i släktet Aprostocetus och familjen finglanssteklar. Inga underarter finns listade i Catalogue of Life.